# Phaeoseptoria caricicola
Phaeoseptoria caricicola är en svampart som först beskrevs av Pier Andrea Saccardo, och fick sitt nu gällande namn av R. Sprague 1954. Phaeoseptoria caricicola ingår i släktet Phaeoseptoria och familjen Phaeosphaeriaceae.   Inga underarter finns listade i Catalogue of Life.